# Clive Hitch
Clive Maxwell Hitch (* 17. Mai 1931 in Shepparton; † 23. November 2008 in Springvale, Victoria) war ein australischer Eishockeyspieler.

## Karriere
Clive Hitch nahm für die australische Nationalmannschaft an den Olympischen Winterspielen 1960 in Squaw Valley teil. Mit seinem Team belegte er den neunten und somit letzten Platz. Er selbst kam im Turnierverlauf in allen sechs Spielen seiner Mannschaft zum Einsatz. Auf Vereinsebene spielte er für den Blackhawks Ice Hockey Club in Melbourne.